# Mellicta postdelminia
Mellicta postdelminia är en fjärilsart som beskrevs av Ruggero Verity 1950. Mellicta postdelminia ingår i släktet Mellicta och familjen praktfjärilar. Inga underarter finns listade i Catalogue of Life.